# Marcos Kwiek
Marcos Kwiek (ur. 18 lipca 1967) – brazylijski trener siatkarski polskiego pochodzenia. Od 2008 trener żeńskiej reprezentacji Dominikany.

## Sukcesy trenerskie

### klubowe
Superpuchar Brazylii:
- 2022[2]

Klubowe Mistrzostwa Ameryki Południowej:
- 2023[3]

### reprezentacyjne
Puchar Panamerykański:
- 2008, 2010, 2014, 2016, 2021, 2022[4]
- 2009, 2011, 2013, 2015, 2017, 2018, 2019

Mistrzostwa Ameryki Północnej, Środkowej i Karaibów:
- 2009, 2019, 2021, 2023[5]
- 2011, 2013, 2015

Puchar Wielkich Mistrzyń:
- 2009

Igrzyska Ameryki Środkowej i Karaibów:
- 2010, 2014, 2018

Volley Masters Montreux:
- 2013

Igrzyska Panamerykańskie:
- 2019, 2023[6]
- 2015